# NGC 6902
NGC 6902 (другие обозначения — IC 4948, PGC 64632, ESO 285-8, MCG -7-42-2, AM 2021-434) — спиральная галактика с перемычкой (SBa) в созвездии Стрелец.
Этот объект входит в число перечисленных в оригинальной редакции «Нового общего каталога».